# Biantheridion
Biantheridion là một chi rêu trong họ Anastrophyllaceae.